# Питомша

Питомша — река в России, протекает в Рязанской области. Левый приток Рановы.

## География
Река Питомша берёт начало в районе посёлка Зелёный. Течёт на восток. Устье реки находится у села Дымово-Волконское в 102 км по левому берегу реки Ранова. Длина реки составляет 24 км. 

## Данные водного реестра
По данным государственного водного реестра России относится к Окскому бассейновому округу, водохозяйственный участок реки — Проня от истока и до устья, речной подбассейн реки — Бассейны притоков Оки до впадения Мокши. Речной бассейн реки — Ока.
По данным геоинформационной системы водохозяйственного районирования территории РФ, подготовленной Федеральным агентством водных ресурсов:
- Код водного объекта в государственном водном реестре — 09010102112110000025523
- Код по гидрологической изученности (ГИ) — 110002552
- Код бассейна — 09.01.01.021
- Номер тома по ГИ — 10
- Выпуск по ГИ — 0